# 佐々木浩章
佐々木浩章（ささき ひろあき）は埼玉県飯能市在住の陶芸家。

## 経歴
- 1956年 東京都に生まれる。御茶の水美術学院デザイン科卒業
- 1978年 陶芸家　岡本誠に師事
- 1982年 埼玉県飯能市に久須美陶房を設立、独立
- 1995年 同市、南川に久須美陶房天目指窯を築窯